# Ndakas
Pour les articles homonymes, voir Ndaka.
Les Ndakas est un groupe ethnique du nord-est de la République démocratique du Congo, dont beaucoup vivent dans le territoire de Mambasa de la province d'Ituri.
Tous les jeunes hommes Ndaka devaient être initiés pour devenir des membres adultes à part entière de la tribu. Les cérémonies ont lieu tous les six ans environ et impliquent des chants et des danses traditionnels. Dans certains de ces instruments spéciaux sont utilisés, et des ritualistes masqués jouent des rôles prescrits habillés en costume complet.